# 연방준비제도

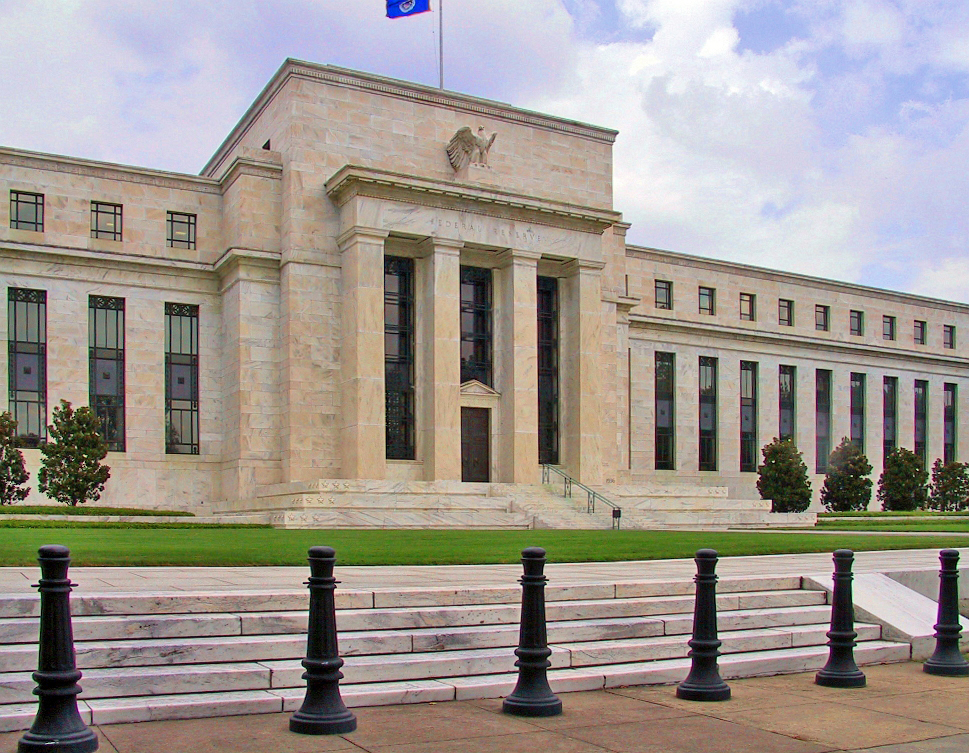
워싱턴 D.C.에 위치한 연방준비제도 본부

연방준비제도(聯邦準備制度, 문화어: 미련방준비제도, 영어: Federal Reserve System 페더럴 리저브 시스템[*]) 또는 연방준비국(聯邦準備局, 문화어: 미련방준비국, 영어: Federal Reserve 페더럴 리저브[*])은 미국의 중앙은행이며, 약칭은 연준국(聯準局, 문화어: 미련준국, 영어: Fed 페드[*])이다. 1913년 12월 23일 미 의회를 통과한 연방준비법(Federal Reserve Act)에 의해 설립되었다. 시간이 지나면서 연방준비제도의 구조는 점차 커지게 되었는데, 1930년대에 발생했던 대공황과 2000년대에 발생한 대침체 같은 요소가 주요한 요소로 작용했다.
대통령이 임명하고 상원이 승인한 이사 7명으로 이루어진 연방준비이사회(聯邦準備理事會, 문화어: 미련방준비리사회, 영어: Federal Reserve Board, FRB)에 의해 운영되며, 정부로부터는 철저한 독립성을 보장받고 있다.
가장 중요한 기능은 미국 달러의 발행이며, 그 외에 지급 준비율 변경, 주식 거래에 대한 신용 규제, 가맹 은행의 정기 예금 금리 규제, 연방 준비 은행의 재할인율을 결정한다. 미국 달러가 세계 기축통화로 쓰이는 만큼, 이러한 결정은 미국 및 세계 경제 전반에 영향을 미친다.
중앙이사회는 워싱턴 D. C.에 위치하고 현재 의장은 제롬 파월이다. 미국 각지에 연방준비은행(Federal Reserve Banks) 12개 지점(보스턴, 뉴욕, 필라델피아, 시카고, 샌프란시스코, 클리블랜드, 리치먼드, 애틀랜타, 세인트루이스, 미니애폴리스, 캔자스시티, 댈러스)이 있다. 연방준비은행을 국립은행이라고 오해하지만 사실은 사립은행이며 JP모건 등 사립은행들이 지분을 100% 소유하고 있으며 연방정부는 약간의 지분도 소유 하고 있지 않다.

## 설립 배경
1907년 공황을 맞게 된 미국 의회는 은행의 모든 문제를 조사하고 좋은 방안을 제시하기 위해 국가화폐위원회(National Monetary Commission)라는 특별위원회를 신설하기로 했다. 이 위원회가 조직되자마자 위원장인 넬슨 W. 앨드리치 상원의원이 2년 동안 유럽의 중앙은행을 돌아보고 이후 미국의 재력가 7명이 제킬아일랜드에 있는 JP모건 대저택에서 회동을 갖는다. 이 회동에는 앨드리치 상원의원과 피아트 앤드루 재무장관, 쿤롭 계열 내셔널시티은행 프랭크 밴덜립, 쿤롭사의 동업자 와벅, JP모건의 동업자 핸리 데이비슨, 모건 계열의 뉴욕 퍼스널 내셔널 시티은행의 찰스 노턴, 모건 계열인 뱅커스트러스트사의 밴자민 스트롱 등이 참석했다. 이들은 극비리에 모여 미국 중앙은행법에 해당하는 법을 헌법에 삽입하기 위해 법안작성에 들어갔다. 법안의 주요 골자는 미국 화폐의 독점 발행권을 차지하여, 금의 뒷받침 없이 신용을 근거로 화폐를 발행하도록 하는 것이었다.

## 목적

### 은행 공황 문제 해결
미국의 은행들은 은행이 가지고 있는 전체 자산 중의 극히 일부를 예금자에게 지급하기 위해서 항상 가지고 있어야 한다. 이러한 것을 ‘부분 지급 준비금 제도’라고 말한다. 결과적으로 은행들은 일반적으로 예금자로부터 예치된 자금의 대부분을 투자하는 데에 사용한다. 그러나,예금자들이 예치한 은행의 지불능력에 의구심을 가짐과 동시에 자신들의 예금을 인출하려는 시도를 과도하게 할 경우 은행은 예금자들의 요구에 대응할 수 없게 된다. 이것을 ‘뱅크런’이라고 한다. 뱅크런은 다수의 사회, 경제문제를 야기한다. 연방준비제도는 이러한 뱅크런의 발생을 예방하고 최소화하기 위한 용도로 고안되었다. 만약 뱅크런이 발생했을 경우 마지막 수단의 역할도 한다.

#### 탄력적 통화
뱅크런이 발생할 가능성을 줄이기 위한 방법 중의 한 가지는 통화량을 재량껏 조절할 수 있게 하는 것이다. (이것을 연방준비제도에서 "탄력적 통화"라고 부르는 이유는 통화량을 늘렸다 줄였다 할 수 있기 때문이다.)

## 논란
연방준비제도는 달러 발행권을 가지고 있음에도 국가 소유 은행이 아닌 민간은행이라는 점이 논란이 되고 있다. 현재 미국 정부는 민간 기업인 연방준비제도로부터 대가를 지불하고 달러를 빌려오는 식으로 화폐를 조달하고 있다.

## 구조

### 연방준비이사회(Board of Governors)
이 이사회는 연방준비은행의 12개 지점을 감독하고 국가통화정책을 관리하기 위해서 발족했다. 또한 미국의 전반적인 은행 제도를 감독하고 규제하고 있다. 대통령이 임명하고 상원이 인준하며 이사회의 구성원은 7명이다. 위원회의 임기는 14년이고 재임은 불가능하며 2년마다 1명씩 교체한다.
이사회의 의장과 부의장은 대통령이 임명하며 이사회 이사 중에서 선출한다. 의장과 부의장의 임기는 4년이며 이사회의 임기 동안에는 재임이 가능하다.

#### 이사회의 구성원 목록
현재 이사회의 목록은 다음과 같다.
| 사진                                            | 이름                        | 소속 정당 | 임기 시작                                      | 임기 종료                         |
| ----------------------------------------------- | --------------------------- | --------- | ---------------------------------------------- | --------------------------------- |
|                                                 | 제롬 파월 (의장)            | 공화당    | 2018년 2월 5일 (의장) 2022년 5월 23일 (재선출) | 2026년 5월 15일 (의장)            |
| 2012년 5월 25일 (이사) 2014년 6월 16일 (재선출) | 제롬 파월 (의장)            | 공화당    | 2028년 1월 31일 (이사)                         |                                   |
|                                                 | 필립 제퍼슨 (부의장)        | 민주당    | 2023년 9월 13일 (부의장)                       | 2027년 9월 7일 (부의장)           |
| 2022년 5월 23일 (이사)                          | 필립 제퍼슨 (부의장)        | 민주당    | 2036년 1월 31일 (이사)                         |                                   |
|                                                 | 마이클 바 (금융감독 부의장) | 민주당    | 2022년 7월 19일 (금융감독 부의장)              | 2026년 7월 13일 (금융감독 부의장) |
| 2022년 7월 19일 (이사)                          | 마이클 바 (금융감독 부의장) | 민주당    | 2032년 1월 31일 (이사)                         |                                   |
|                                                 | 미셸 보우먼                 | 공화당    | 2018년 11월 26일 2020년 2월 1일 (재선출)       | 2034년 1월 31일                   |
|                                                 | 크리스토퍼 월러             | 공화당    | 2020년 12월 18일                               | 2030년 1월 31일                   |
|                                                 | 리사 쿡                     | 민주당    | 2022년 5월 23일                                | 2038년 1월 31일                   |
|                                                 | 아드리아나 쿠글러           | 민주당    | 2023년 9월 13일                                | 2026년 1월 31일                   |

### 연방공개시장위원회(FOMC: Federal Open Market Committee)
연방공개시장위원회는 12명으로 구성되어 있으며, 7명은 연방준비제도이사회로부터 그리고 나머지 5명은 지역별 연방준비은행의 대표들로 이루어진다. 연방공개시장위원회는 공개시장활동을 감독하여 국가통화정책의 중요한 도구로 사용된다.

### 연방준비은행(Federal Reserve Banks)
미국에는 12개의 준비은행이 보스턴, 뉴욕, 필라델피아, 클리블랜드, 리치몬드, 애틀란타, 시카고, 세인트루이스, 미니애폴리스, 캔자스시티, 댈러스, 샌프란시스코 에 위치하고 있다. 각 준비은행은 담당구역의 은행들에 대한 책임이 있다. 각 은행이 맡고 있는 담당 구역의 크기는 연방준비제도가 비준되었을 때의 인구 분포에 따라서 설정된 것이다.
각 지역의 은행의 은행장은 해당 은행 소속의 위원회에 의해서 선출된다. 하지만 임명을 받으려면 연방준비제도이사회의 승인이 필요하다. 은행장은 5년 임기이며 재임이 가능하다.
각 지역은행들의 위원회는 9명의 구성원으로 이루어져있다. 위원회의 구성원들은 A, B, C의 3개의 부분에 3명씩 나뉘게 된다.

## 같이 보기
- 중앙은행
- 한국은행
- 은행
- 음모론
- 미국 달러